# Die grellen Lichter der Großstadt
Die grellen Lichter der Großstadt ist ein US-amerikanisches Melodram von James Bridges aus dem Jahr 1988. Der Film basiert auf dem 1984 erschienenen Bestseller Ein starker Abgang (engl. Originaltitel: Bright Lights, Big City) von Jay McInerney.

## Handlung
Der aufstrebende Schriftsteller Jamie Conway zieht vom ländlichen Kansas in die Großstadt New York. Dort entgleitet ihm langsam die Kontrolle über sein Leben, er verliert seinen Job und wird von seiner Frau verlassen. So sucht er Zerstreuung im Nachtleben. Zusammen mit seinem Freund Tad feiert er nächtelang in Clubs, trinkt Alkohol und nimmt andere Drogen.
In Rückblenden erfährt der Zuschauer, wie der Tod seiner Mutter den jungen Jamie verstört hat. Es wird klar, dass er diesen Schicksalsschlag immer noch nicht überwunden hat und daher aus seiner Heimatstadt floh. Da er auch in New York beruflich und privat scheiterte, versucht er seinen Schmerz mit Alkohol und anderen Drogen zu betäuben.

## Hintergrund
- Die Handlung wurde 1999 von Paul Scott Goodman als Musical adaptiert.
- 2009 wurde bekannt, dass der Regisseur Josh Schwartz eine Neuverfilmung plant.[1]
- Es war der letzte Film, bei dem James Bridges Regie führte.
- Die Deutsche Film- und Medienbewertung FBW in Wiesbaden verlieh dem Film das Prädikat besonders wertvoll.